# ミゲル・フェラー
ミゲル・ホセ・フェラー（Miguel José Ferrer, 1955年2月7日 - 2017年1月19日）は、アメリカ合衆国カリフォルニア州サンタモニカ生まれの俳優。
父親は、アカデミー賞受賞俳優でプエルトリコ出身の俳優ホセ・フェラー。母親は歌手のローズマリー・クルーニー。従兄弟にはジョージ・クルーニーがいる。

## 来歴
カリフォルニア州サンタモニカに生まれる。10代の間ハリウッドで育ち、ミュージシャンを志望していた。
1980年代頃から役者としてテレビドラマなどの脇役としての活動を開始する。1984年には、人気シリーズの続編『スタートレックIII ミスター・スポックを探せ!』にも出演。しばらくは小さい役柄でテレビ・映画へ出演していたが、1987年に出演した『ロボコップ』あたりから徐々に重要な役どころを演じるようになる。
強面の顔から悪役を演じることも少なくはなく、スティーヴン・キング原作の小説をミニシリーズ化した『ザ・スタンド』においては、悪魔に身を売るチンピラを演じて印象を残した。
デヴィッド・リンチが製作総指揮を務めた人気テレビドラマ『ツイン・ピークス』や『ER緊急救命室』などの話題ドラマにも出演。スティーヴン・ソダーバーグが監督した2000年の映画『トラフィック』では、他の共演者らと共に全米映画俳優組合賞キャスト賞を受賞した。声優としても活動しており、いくつものアニメシリーズの声の出演を果たした。
2017年1月19日、かねてから闘病していた喉頭癌のためロサンゼルスの自宅で死去、61歳没。よって、「NCIS:LA 〜極秘潜入捜査班」(シーズン８第16話)と「ツイン・ピークス」の2作品が遺作となった。

## 私生活
ゴルフとスキーが趣味らしく、ゴルフに至っては、毎年行われるUCLAが運営する小児病院のゴルフトーナメントを手伝っているらしい。1991年に女優のレイラニ・サレルと結婚したが、2003年に離婚。その後、2005年に再婚を果たし、2人の子を持つ父親であった。

## 出演作品

### 映画
| 公開年 | 邦題 原題                                                                            | 役名                                  | 備考             |
| ------ | ------------------------------------------------------------------------------------ | ------------------------------------- | ---------------- |
| 1984   | スタートレックIII ミスター・スポックを探せ! Star Trek III: The Search for Spock      | ファースト・オフィサー                |                  |
| 1984   | フラッシュポイント Flashpoint                                                        | ロジェ                                |                  |
| 1987   | ロボコップ RoboCop                                                                   | ボブ・モートン                        |                  |
| 1988   | C.A.T.スクワッド2/国際テロパイソン・ウルフの挑戦状 C.A.T. Squad: Python Wolf         | ポール・カイリー                      | テレビ映画       |
| 1989   | ザ・デプス DeepStar Six                                                              | シュナイダー                          |                  |
| 1989   | 弁護士シャノン/シャノンの賭け Shannon's Deal                                         | トッド                                | テレビ映画       |
| 1990   | リベンジ Revenge                                                                     | アマドール                            |                  |
| 1990   | ガーディアン/森は泣いている The Guardian                                             | ラルフ・ヘス                          |                  |
| 1992   | ツイン・ピークス/ローラ・パーマー最期の7日間 Twin Peaks: Fire Walk with Me           | アルバート・ローゼンフィールド        | テレビ映画       |
| 1992   | ハーヴェスト The Harvest                                                             | チャーリー・ポープ                    |                  |
| 1993   | アサシン Point of No Return                                                          | カウフマン                            |                  |
| 1993   | ホット・ショット2 Hot Shots! Part Deux                                               | アーヴィッド・ハービンジャー指揮官    |                  |
| 1993   | カリブ/愛欲の罠 Scam                                                                 | バリー・ランダース                    | テレビ映画       |
| 1993   | 張り込みプラス Another Stakeout                                                      | トニー・カステラーノ                  |                  |
| 1994   | ブランク・チェック/100万ドル大作戦! Blank Check                                      | Quigley                               |                  |
| 1994   | ロイス Royce                                                                         | グリボン                              | テレビ映画       |
| 1994   | スピード・インシデント/身代金略奪逃亡 Incident at Deception Ridge                    | レイ・ヘインズ                        |                  |
| 1994   | リレハンメルの白鳥 〜オクサナ・バイウル物語〜 A Promise Kept: The Oksana Baiul Story | スタニスラフ                          | テレビ映画       |
| 1996   | アルフ/ザ・ファイナル・スペシャル Project: ALF                                       | デクスター・モイヤーズ博士            |                  |
| 1996   | ロルカ、暗殺の丘 The Disappearance of Garcia Lorca                                   | センテーノ                            |                  |
| 1997   | スティーヴン・キング/ナイトフライヤー The Night Flier                                | リチャード・ディーズ                  |                  |
| 1997   | Mr.マグー Mr. Magoo                                                                  | オリテガ・ペルー                      |                  |
| 1998   | ブレイブ・ニュー・ワールド/恐るべき理想郷 Brave New World                            | 孵化場・貯蔵所の監督                  | テレビ映画       |
| 1998   | ムーラン Mulan                                                                       | シャン・ユー                          | アニメ、声の出演 |
| 1998   | マーローを捜せ! Where's Marlowe?                                                     | ジョー・ブーン                        |                  |
| 2000   | トラフィック Traffic                                                                 | エドゥアルド・ルイス                  |                  |
| 2002   | サンシャイン・ステイト Sunshine State                                                | レスター                              |                  |
| 2002   | ゴーストマンション Sightings: Heartland Ghost                                        | アレン                                | テレビ映画       |
| 2003   | L.A. 殺人捜査線 L.A. Sheriff's Homicide                                              | ウォルター                            | テレビ映画       |
| 2004   | クライシス・オブ・アメリカ Manchurian Candidade                                      | ギャレット                            |                  |
| 2004   | シルバー・シティ Silver City                                                         | クリス・キャストルソン                |                  |
| 2005   | デトロイト・コップ・シティ The Man                                                   | ピーターズ                            |                  |
| 2011   | クーリエ 過去を運ぶ男 The Courier                                                    | ミスター・カポ                        |                  |
| 2011   | ビバリーヒルズ・チワワ2 Beverly Hills Chihuahua 2                                    | デルガド                              | 声の出演         |
| 2013   | Four Assassins                                                                       | Eli                                   |                  |
| 2013   | アイアンマン3 Iron Man 3                                                             | ロドリゲス副大統領                    |                  |
| 2014   | ブルー2 トロピカル・アドベンチャー Rio 2                                             | Big Boss                              | 声の出演         |
| 2017   | ティーン・タイタンズ:ジューダス・コントラクト Teen Titans: The Judas Contract        | スレイド・ウィルソン / デスストローク | 声の出演         |

### テレビシリーズ
| 放映年    | 邦題 原題                                                                                     | 役名                              | 備考                                         |
| --------- | --------------------------------------------------------------------------------------------- | --------------------------------- | -------------------------------------------- |
| 1987-1989 | 特捜刑事マイアミ・バイス Miami Vice                                                           | 地区検事長 / ラモン・ペンドローザ | 計2話出演                                    |
| 1990      | ドラッグ・ウォーズ/麻薬戦争 Drug Wars: The Camarena Story                                     | トニー・リヴァ                    | ミニシリーズ                                 |
| 1990-1991 | ツイン・ピークス Twin Peaks                                                                   | アルバート・ローゼンフィールド    | 計8話出演                                    |
| 1990-1991 | アウトロー・ポリス/傷だらけのバッジ Broken Badges                                             | ボー・ジャック・ボウマン          | 計7話出演                                    |
| 1990-1994 | ハリウッド・ナイトメア Tales from the Crypt                                                   |                                   | 計3話出演（内1話はクレジット無し）           |
| 1992      | オン・ジ・エアー On the Air                                                                   | バド                              | 計7話出演                                    |
| 1994      | スティーヴン・キングのザ・スタンド The Stand                                                  | ロイド                            | ミニシリーズ                                 |
| 1994      | ER緊急救命室 ER                                                                               | パーカー                          | 第1シーズン第1話「甘い誘い」、クレジット無し |
| 1997      | スティーヴン・キングのシャイニング The Shining                                                | マーク・ジェームズ・トランス      | ミニシリーズ                                 |
| 1999      | ふたりは友達? ウィル&グレイス Will & Grace                                                    | ネイサン・ベリー                  | 第1シーズン第20話「Saving Grace」            |
| 2001-2007 | 女検死医ジョーダン Crossing Jordan                                                            | ギャレット・メーシー              | 計117話出演                                  |
| 2007      | BIONIC WOMAN バイオニック・ウーマン Bionic Woman                                              | ジョナス                          | 計9話出演                                    |
| 2008      | ミディアム 霊能者アリソン・デュボア Medium                                                    | ジョーイ / テディ・カーマイケル   | 第4シーズン第15話「一心同体」                |
| 2008      | LAW & ORDER:犯罪心理捜査班 Law & Order: Criminal Intent                                       | ガス・コヴァク                    | 第7シーズン第18話「怒りのKO」                |
| 2009      | CSI:科学捜査班 CSI: Crime Scene Investigation                                                 | ホイッテン弁護士                  | 第9シーズン第14話「チームワーク」            |
| 2009      | ライ・トゥ・ミー 嘘は真実を語る Lie to Me                                                     | ビル・スティール                  | 第2シーズン第10話「爆弾犯」                  |
| 2010      | サイク/名探偵はサイキック? Psych                                                              | フレッド・コリン・ボイド          | 第4シーズン第14話「シンクタンクの罠」        |
| 2011      | The Protector                                                                                 | フェリックス・ヴァルデス警部補    | 計13話出演                                   |
| 2011      | デスパレートな妻たち Desperate Housewives                                                     | アンドレ・ツェラー                | 計5話出演                                    |
| 2012-2017 | NCIS:LA 〜極秘潜入捜査班 NCIS: Los Angeles                                                    | オーウェン・グレンジャー          | 計102話出演                                  |
| 2017      | ツイン・ピークス The Return Twin Peaks                                                        | アルバート・ローゼンフィールド    | 計11話出演                                   |
| 2017–2018 | ストレッチ・アームストロング&フレックス・ファイターズ Stretch Armstrong and the Flex Fighters | ストレッチ・モンスター            | 声の出演 計10話出演                          |

### テレビゲーム
| 発売年 | タイトル | 役名             | 備考 |
| ------ | -------- | ---------------- | ---- |
| 2004   | Halo 2   | セサ・レフュミー |      |